# 30063 Jessicashi
Jessicashi (asteroide 30063) é um asteroide da cintura principal. Possui uma excentricidade de 0.17552730 e uma inclinação de 3.17095º. O mesmo recebeu a designação provisória 2000 EX63.
Este asteroide foi descoberto no dia 10 de março de 2000 por LINEAR em Socorro.